# Kangding Ray
Kangding Ray est un musicien, DJ et producteur français.

## Biographie
Kangding Ray, de son vrai nom David Letellier, est diplômé de l'École nationale supérieure d'architecture de Bretagne. Ancien guitariste dans des groupes de rock et de noise, il met à profit son arrivée à Berlin en 2001 dans le cadre de la fin de ses études pour commencer à produire sa propre musique.
Il choisit son pseudonyme juste avant la sortie de son premier album, en 2006, en référence à la ville chinoise de Kangding ou il se trouvait alors.
Parmi ses influences, il cite My Bloody Valentine, Joy Division, Depeche Mode et DJ Shadow.
Ses productions sont éditées par les labels Raster-Noton et Stroboscopic Artefacts.
En 2019, il lance son propre label discographique, nommé ara.

## Discographie
- 2006 : Stabil (Raster-Noton)
- 2008 : Automne Fold (Raster-Noton)
- 2010 : Pruitt Igoe (Raster-Noton, avec Alva Noto et Ben Frost)
- 2011 : Or (Raster-Noton)
- 2012 : Monad XI (Stroboscopic Artefacts)
- 2012 : The Pentaki Slopes (Raster-Noton)
- 2013 : Tempered Inmid (Stroboscopic Artefacts)
- 2014 : Solens Arc (Raster-Noton)
- 2015 : Cory Arcane (Raster-Noton)
- 2017 : Hyper Opal Mantis (Stroboscopic Artefacts)
- 2019 : Predawn Qualia (ara)
- 2020 : 61 Mirrors. Music for SKALAR
- 2022 : Ultrachroma
- 2023 : Kiss my wounds

## Distinctions
- Festival de Cannes 2025 : Cannes Soundtrack Award pour Sirat